# Rob Gee
Rob Gee (rodno ime Robert Gilmore) je američki hardcore/gabber DJ, producent i vokal u vlastitom sastavu "Rob Gee" te je jedan od glavnih osnivača najvećeg hardcore/gabber događaja Masters of Hardcore.
U 15. godini života je započeo s izvođenjem hip hopa i punk-metala u New Yorku. Nakon ovoga, otkrio je hardcore glazbu te je počeo producirati pod nadimkom "Riot Squad" u diskografskoj kući "12 Gauge". Jedini je izvođač koji je surađivao i stvarao glazbu s nekim članovima iz poznatih rock, metal, hardcore i hip hop skupina Slipknot, Hatebreed, Biohazard, Wu-Tang Clan, Neophyte, Buzz Fuzz, DJ Gizmo, Cypress Hill i System of a Down. Najviše je poznat po pjesmi "Ecstasy, You Got What I Need" zbog koje je dobio nagrade na dodjeli nagrada "The Thunder Awards".
2006. na nastupu na događaju Sensation Black dogodila se pobuna. Rob Gee je nastupao sa svojim sastavom dok je publika (nezadovoljna njihovim nastupom) počela vikati na njih. Međutim, jedan muškarac se popeo na pozornicu i Rob Gee mu je opalio šamar, nakon čega su se njegov sastav i taj muškarac počeli tuči. Nakon toga je sastav prestao s nastupom, no bez obzira na tučnjavu, Sensation Black se nastavio.

## Vanjske poveznice
- Službena stranica  Arhivirana inačica izvorne stranice od 30. listopada 2008. (Wayback Machine)
- Rob Gee na MySpaceu
- Rob Geeova diskografija